# Джон, Джонатан
Джонатан Джон (англ. Jonathan John; род. 9 мая 2001, Кадуна) — нигерийский футболист, защитник клуба «Шинник».

## Клубная карьера
В 2020 году футболист присоединился к молдавскому клубу «Суклея», в составе которого в своём дебютном сезоне успел провести 12 матчей, результативными действиями не отличившись.

### «Слуцк»
В марте 2021 года футболист на правах свободного агента присоединился к белорусскому «Слуцку». В клубе футболист на протяжении сезона оставался игроком скамейки запасных, преимущественно выступая за дублирующий состав. Дебютировал за клуб футболист 20 августа 2021 года в матче против «Витебска», выйдя на замену на 86 минуте матча. Так и не закрепившись в основной команде, по окончании сезона футболист покинул слуцкий клуб.

### «Гомель»
В августе 2022 года стал игроком «Гомеля». Оставшуюся часть сезона футболист провёл выступая за дублирующий состав гомельского клуба. Следующий сезон футболист также начал с выступлений за дубль. Дебютировал за клуб 2 июля 2023 года в матче против мозырской «Славии», выйдя на замену на 17 минуте, также отличившись результативной передачей. В своём следующем матче 8 июля 2023 года против «Слуцка» забил свой дебютный гол. В августе 2023 года футболист продлил свой контракт с гомельским клубом. Затем футболист полноценно смог закрепиться в основной команде гомельского клуба, став одним из ключевых игроков, отличившись забитым голом и результативной передачей. По итогу сезона футболист вместе с клубом завершил чемпионат на итоговом шестом месте. В марте 2024 года футболист покинул клуб, расторгнув контракт по соглашению сторон.

### «Сморгонь»
В начале 2024 года футболист находился на просмотре в белорусской «Сморгони». В марте 2024 года футболист присоединился к сморгонскому клубу, подписав однолетний контракт. Дебютировал за клуб футболист 29 марта 2024 года в матче против брестского «Динамо», выйдя на поле в стартовом составе. В своём следующем матча 5 апреля 2024 года против столичного «Минска» футболист отличился дебютным забитым голом.

### «Шинник»
18 июля 2024 года на правах свободного агента перешёл в ярославский «Шинник», подписав контракт на один год. 28 июля 2024 года в матче Первой лиги против «Тюмени» (0:2) дебютировал за новую команду, выйдя на замену на 69-й минуте. 20 октября в матче Первой лиги против «Балтики» (1:3) он, выйдя на замену на 39-й минуте, отметился первым результативным действием за «Шинник», отдав голевую передачу на Артемия Косогорова. 10 ноября в матче Первой лиги против «Урала» (0:2) получил прямую красную карточку, которая стала первой в карьере защитника. В общей сложности сыграл в сезоне 25 матчей и набрал 2 (1+1) очка.
В середине августа 2025 года прибыл в Беларусь для прохождения медосмотра перед подписанием контракта с борисовским БАТЭ.

## Клубная статистика
| Выступление      | Выступление      | Выступление      | Чемпионат | Чемпионат | Кубки | Кубки | Итого | Итого |
| Клуб             | Лига             | Сезон            | Игры      | Голы      | Игры  | Голы  | Игры  | Голы  |
| ---------------- | ---------------- | ---------------- | --------- | --------- | ----- | ----- | ----- | ----- |
| Суклея           | Лига 1           | 2020/21          | 12        | 0         | —     | —     | 12    | 0     |
| Суклея           | Итого            | Итого            | 12        | 0         | —     | —     | 12    | 0     |
| Слуцк            | Высшая лига      | 2021             | 1         | 0         | —     | —     | 1     | 0     |
| Слуцк            | Итого            | Итого            | 1         | 0         | —     | —     | 1     | 0     |
| Гомель           | Высшая лига      | 2022             | —         | —         | —     | —     | 0     | 0     |
| Гомель           | Высшая лига      | 2023             | 16        | 1         | 1     | 0     | 17    | 1     |
| Гомель           | Итого            | Итого            | 16        | 1         | 1     | 0     | 17    | 1     |
| Сморгонь         | Высшая лига      | 2024             | 12        | 3         | —     | —     | 12    | 3     |
| Сморгонь         | Итого            | Итого            | 12        | 3         | —     | —     | 12    | 3     |
| Шинник           | Первая лига      | 2024/25          | 16        | 0         | 3     | 0     | 19    | 0     |
| Шинник           | Итого            | Итого            | 16        | 0         | 3     | 0     | 19    | 0     |
| Всего за карьеру | Всего за карьеру | Всего за карьеру | 57        | 4         | 4     | 0     | 61    | 4     |

1. ↑  Кубок Белоруссии, Кубок России.